# Alexandre Kisseliov
Alexandre Alexandrovitch Kisseliov (Александр Александрович Киселëв ; né le 6 juin 1838 à Sveaborg dans le grand-duché de Finlande administré par l'Empire russe et mort le 20 janvier 1911 à Saint-Pétersbourg) est un peintre paysagiste russe qui fut professeur à l'académie impériale des beaux-arts de Saint-Pétersbourg.

## Biographie
Il fait ses études au deuxième corps des cadets de Saint-Pétersbourg, à partir de 1852, mais change d'orientation en 1858 pour entrer à l'université de Saint-Pétersbourg⁣ ; cependant celle-ci ferme à cause des troubles estudiantins liés aux événements de Pologne de l'automne 1861 et il s'inscrit à l'école de l'académie impériale des beaux-arts, en tant qu'auditeur libre.
Il reçoit une grande médaille d'argent et est inscrit au rang d'artiste de troisième classe en 1864. Il se rapproche du mouvement des peintres ambulants en 1875 et expose chaque année à leurs expositions. Il travaille à Moscou et voyage en Russie pour effectuer des études servant à ses tableaux, rendant la nature à différentes saisons de l'année et à différentes heures du jour. Plus tard, il se rend dans le Caucase pour y peindre des paysages qui rencontrent un certain succès.
Kisseliov est l'un des fondateurs à Vologda du Cercle des amateurs de beaux-arts de la région Nord de Russie, en 1906. Grâce à son autorité, les artistes du nord sont introduits dans les milieux artistiques pétersbourgeois et peuvent exposer aux expositions de l'académie impériale.
Il se fait construire une maison à Touapsé, station balnéaire de la Mer Noire, qu'il apprécie depuis longtemps et où il est frappé de la beauté des paysages. Aujourd'hui, un musée Kisseliov se trouve dans son ancienne maison. Le rocher massif à l'embouchure de la rivière Agoï, à quatre kilomètres de Touapsé et qui plonge dans la mer, a été baptisé du nom de Kisseliov en sa mémoire, car il en a fait le motif de certains de ses tableaux.
Il a eu parmi ses élèves à l'académie Mikhaïl Demianov (1873-1913).
Ses œuvres sont visibles à la galerie Tretiakov et dans différents musées de province de Russie, ainsi que dans sa maison-musée de Touapsé et sa Mort de Hyacinthe au musée national de Varsovie.

## Illustrations

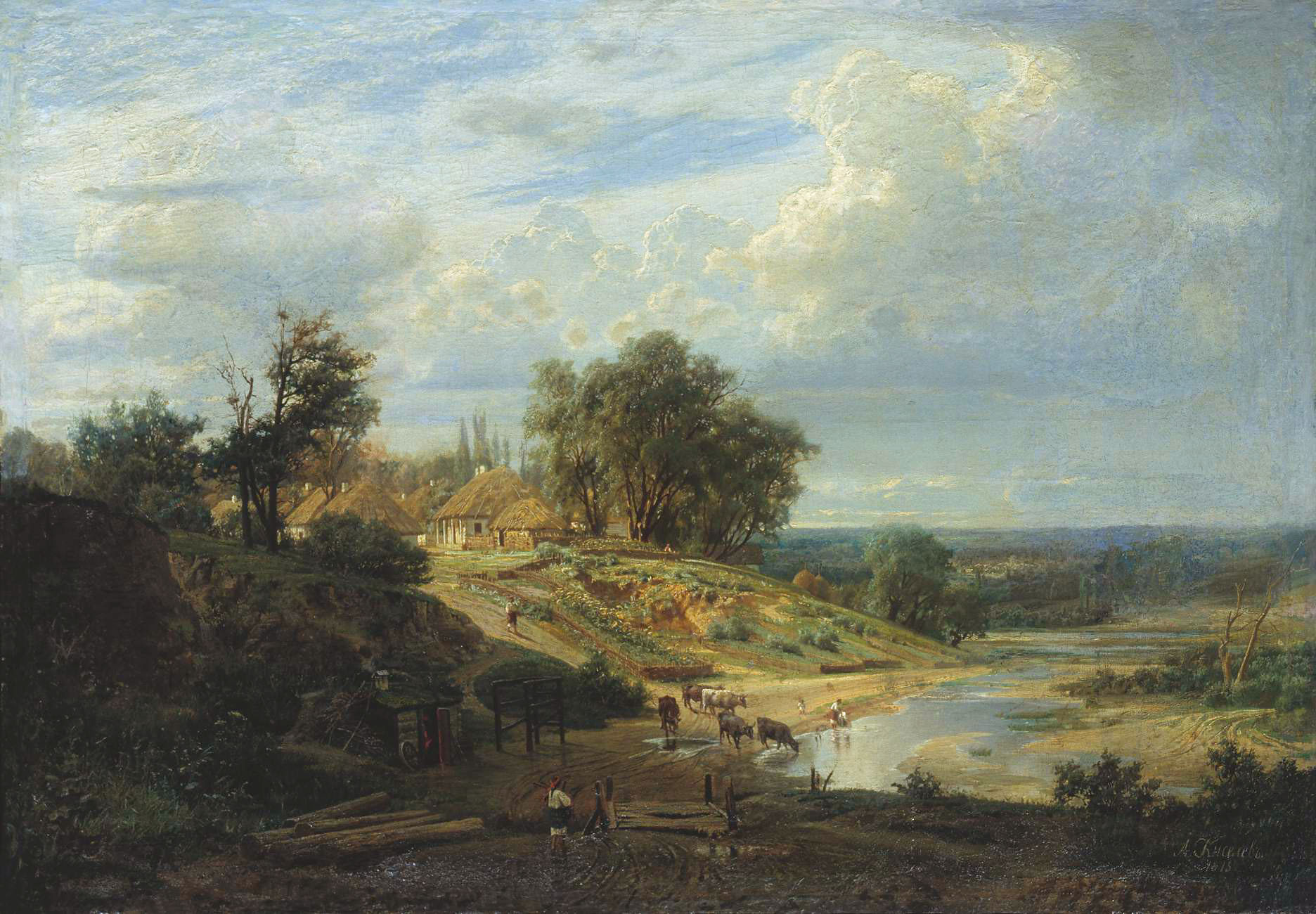
Village des environs de Kharkov (1875)
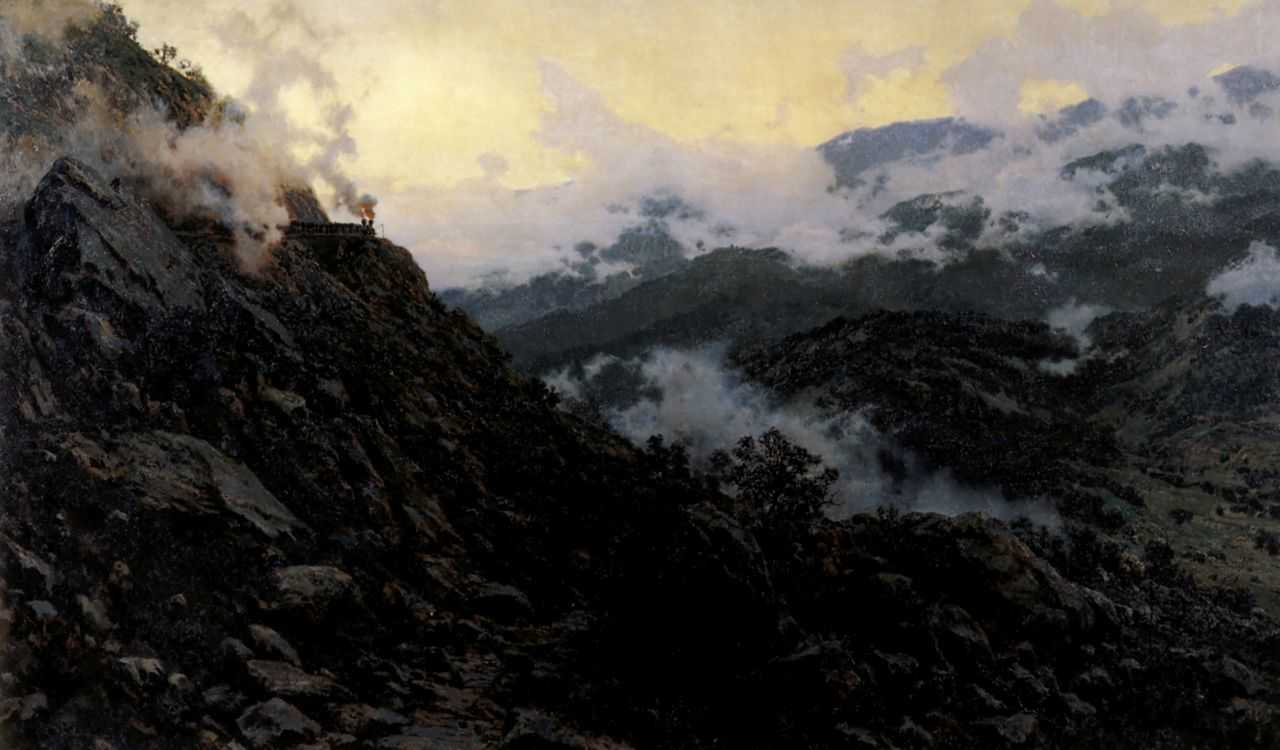
Vieux passage montagneux de Sourami[1] (1891, galerie Tretiakov)
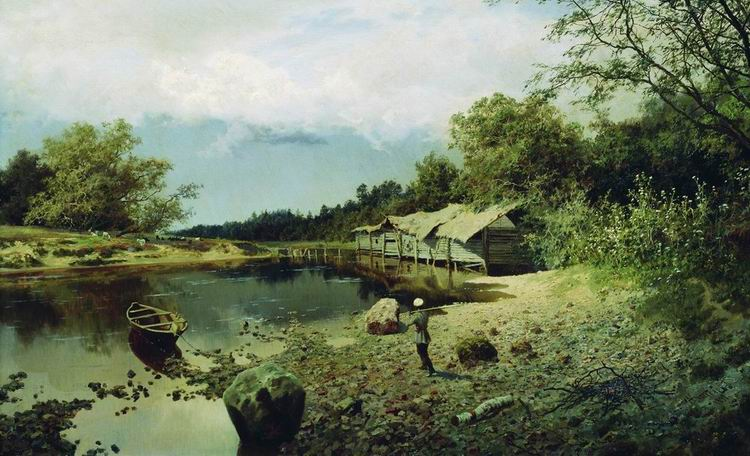
Le Moulin abandonné (1891)
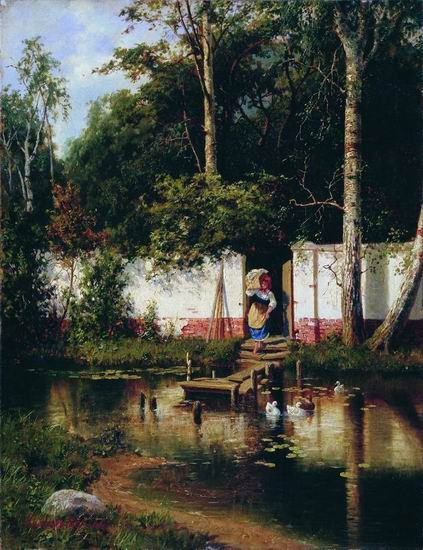
Le Petit étang (1892, musée d'art d'Irkoutsk)
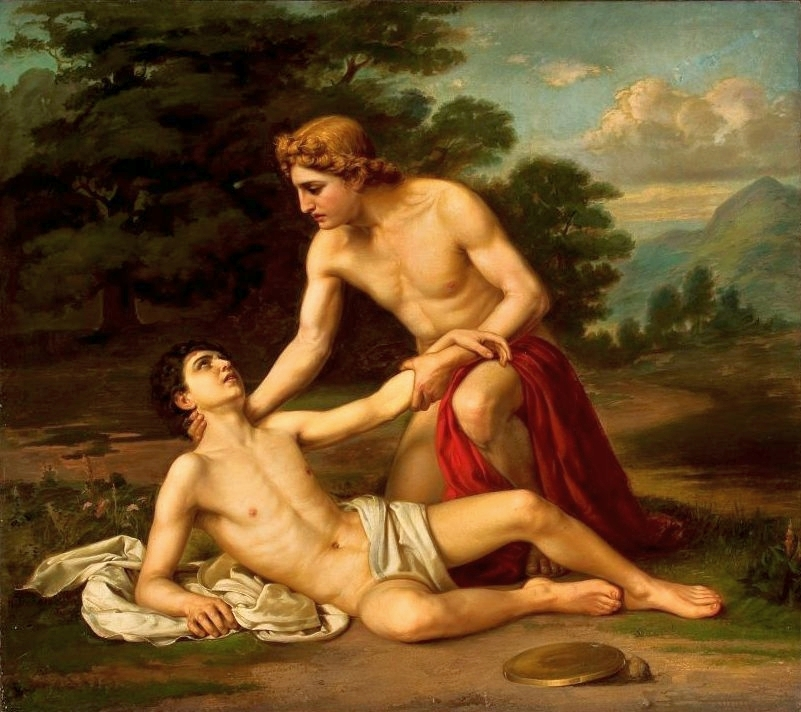
La Mort de Hyacinthe (musée national de Varsovie)